# Tramstation Amsterdam-Noord
Het NZH Tramstation Amsterdam-Noord was een station voor interlokale tramlijnen aan de Valkenweg in Amsterdam-Noord. Het stond ook bekend als Station Tolhuis of Tramstation Amsterdam-Noord. In de volksmond werd het ook wel Gare du Nord genoemd. 

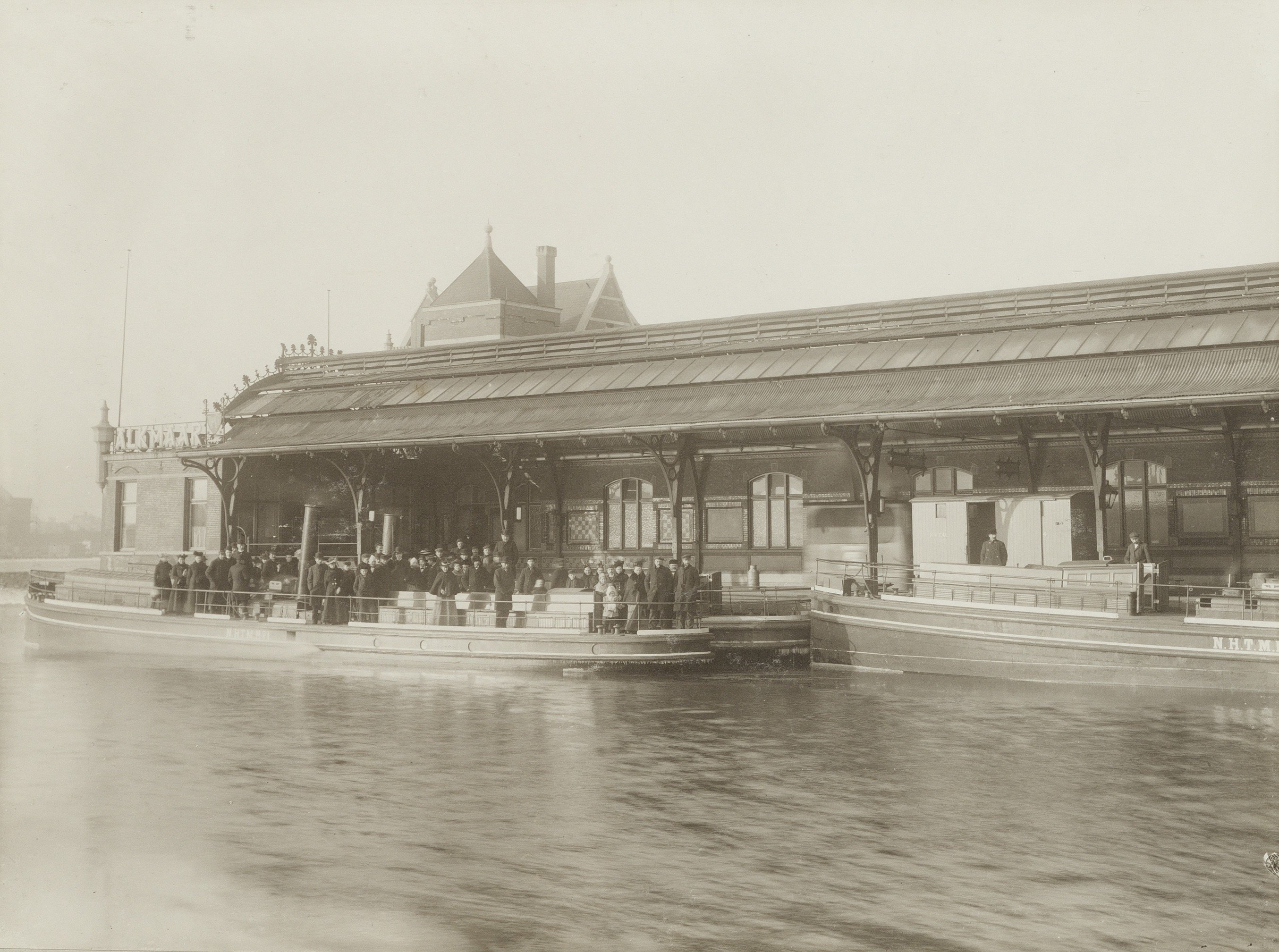
Steiger aan de achterzijde van het beginstation van de Noordhollandsche Tramweg Maatschappij aan de Zuiderdijk, later Adelaarsweg, in de voorhaven van het Noordhollandsch Kanaal

De Waterlandse tram verbond tussen 1888 en 1956 verschillende plaatsen in Waterland met Amsterdam. Het station lag, gezien vanaf station Amsterdam Centraal, aan de overkant van het IJ ten oosten van het Noordhollandsch Kanaal.
Het station was het eindpunt van de lijnen vanuit Purmerend en Volendam. Tussen het Centraal Station en het tramstation aan de Valkenweg was er een bootdienst. Deze vertrok vanaf een steiger bij het stationsplein voor het CS waar aanvankelijk een simpel stationsgebouw was gebouwd. In 1911 werd dit vervangen door het grotere Noord-Zuid Hollandsch Koffiehuis.
Er zijn twee versies geweest. Het eerste, opgetrokken uit grenenhout, was ontworpen door Theodor Sanders (directeur van de Waterlandse tram) en Hendrik Petrus Berlage. Het brandde eind september 1895 af en moest vervangen worden door een eenvoudiger uitziend exemplaar; dat stationnetje werd onder andere door de werknemers van de trammaatschappij zelf opgebouwd. 
Het tramstation moest al in 1956 wijken voor de aanleg van de IJtunnel en is volledig afgebroken. De sluiting was voorbarig daar de tunnelbouw door de bestedingsbeperkingen in de jaren '50 werd stilgelegd en pas begin jaren '60 van start ging. De plek van het station kwam in het IJ te liggen, maar aan de Valkenweg kwam een busstation voor de NACO dat daar tot begin jaren zeventig stond.  